# Abborrtjärnen (Ytterhogdals socken, Hälsingland, 689031-146739)
Abborrtjärnen är en sjö i Härjedalens kommun i Hälsingland som ingår i Ljungans huvudavrinningsområde. Sjön avvattnas av vattendraget Känneån. Sjöns area är 0,2795 kvadratkilometer och den är belägen 272,1 meter över havet.

## Delavrinningsområde
Abborrtjärnen ingår i det delavrinningsområde (689014-146768) som SMHI kallar för Utloppet av Gårdstjärnen. Medelhöjden är 294 meter över havet och ytan är 2,04 kvadratkilometer. Räknas de 3 avrinningsområdena uppströms in blir den ackumulerade arean 20,24 kvadratkilometer. Känneån som avvattnar avrinningsområdet har biflödesordning 3, vilket innebär att vattnet flödar genom totalt 3 vattendrag innan det når havet efter 186 kilometer. Avrinningsområdet består mestadels av skog (76 procent). Avrinningsområdet har 0,28 kvadratkilometer vattenytor vilket ger det en sjöprocent på 13,8 procent.